# Holovuriv, Borîspil
Holovuriv (în ucraineană Головурів) este localitatea de reședință a comunei Holovuriv din raionul Borîspil, regiunea Kiev, Ucraina.

## Demografie
Componența lingvistică a localității Holovuriv
     Ucraineană (96,68%)
     Rusă (2,84%)
     Alte limbi (0,48%)
Conform recensământului din 2001, majoritatea populației localității Holovuriv era vorbitoare de ucraineană (96,68%), existând în minoritate și vorbitori de rusă (2,84%).